# Heliura quadriflavata
Heliura quadriflavata är en fjärilsart som beskrevs av William James Kaye 1919. Heliura quadriflavata ingår i släktet Heliura och familjen björnspinnare. Inga underarter finns listade i Catalogue of Life.